# Irina Chelushkina
Irina Chelushkina (en ruso: Ирина Сергеевна Челушкина)(1 de febrero de 1961, Jersón) es una ajedrecista ucraniana.
Fue Campeona Femenina de Ajedrez de la Unión Soviética en 1989.
Representó a Yugoslavia desde 1998, seguido de Serbia y Montenegro, y actualmente a Serbia.
Gran Maestro Femenino desde 1992.
Participó de varias Olimipíadas, y fue en la Olimipiada de Estambul, Turquía, medallista de oro en junto con el equipo en 1992.